# Luminate
Luminate (anteriormente Nielsen SoundScan, Nielsen Music Products, e MRC Data) é um sistema de informação criado por Mike Fine e Mike Shalett da empresa Nielsen Company, que faz todos os levantamentos de vendas de música e vídeo produtos em todo os Estados Unidos e Canadá. Os dados são recolhidos e disponibilizados semanalmente às quartas-feiras aos assinantes, que incluem executivos de todos os tipos de empresas discográficas, empresas publicitárias, música retalhistas, promotores independentes, cinema e TV, e do artista em gestão. SoundScan é a fonte para a Billboard para as suas respectivas paradas musicais e de vendas.